# هانزو (أوفرواتش)
هانزو (أوفرواتش)(بالإنجليزية: Hanzo (Overwatch))‏ هي شخصية قابلة للعب تظهر في لعبة فيديو 2016أوفرواتش، وهي لعبة فيديو مطلق النار من منظور شخص أول طورتها عاصفة ثلجية ترفية. خارج ملاحظة ومراقبة، يظهر هانزو أيضًا في الوسائط ذات الصلة، والتي تتضمن شورتات متحركة وwebcomics، بالإضافة إلى شخصية قابلة للعب في لعبة ساحة المعركة متعددة اللاعبين عبر الإنترنت أبطال العاصفة
عندما تم إصدار ملاحظة ومراقبة لأول مرة، كان لدى هانزو قدرتان عاديتان،
، السهم الصوتي الذي من شأنه أن يسلط الضوء لفترة وجيزة على أي أعداء في النطاق الذي هبطت فيه لجميع حلفائه، والسهم المبعثر الذي سينقسم إلى خمسة أسهم منفصلة من شأنها أن ترتد من نقطة التأثير. تم العثور على السهم المبعثر بواسطة Blizzard واللاعبين غالبًا ما يكونون أقوياء للغاية، وقادرين على إخراج شخصيات الدبابات ذات الأضرار العالية عادةً في طلقة واحدة. هذا أيضًا جعل هانزو يلعب بشكل فعال كشخصية قناص ثانية إلى جانب Widowmaker، وجعله شخصية صعبة الاندماج في اللعب التعاوني. في وقت مبكر من نوفمبر 2017، ناقش جيف كابلان وفريق ملاحظة ومراقبة النظر في مجموعة أدوات هانزو للتعامل مع هذه المشكلة. بعد فترة من الاختبار في منطقة الاختبار العامة اعتبارًا من 20 أبريل 218، تم تقديم المجموعة الجديدة في 3 مايو 2018. استبدلت هذه المجموة السهم المب بــأسهم العافة، وهي القدرة على إطلاق ست طلقات كاملة القوة في تتابع سريع، جنبًا إلى جنب مع حركة اندفاعة في منتصف الهواء. جنبا إلى جنب مع الهواة الآخرين و debuffs لمهارات الهجوم الأخرى، تم تصميم هذه التغييرات لجعل هانزو أكثر شخصية في الخط الأمامي.

## تطوير وتصميم
تظهر الصورة ثلاثة أحرف. جينجي، نينجا سايبورغ يقف في المنتصف، بينما يقف هانزو، رامي السهام، بجانبه على اليمين. الشخصية الأولى على اليسار هي المفهوم الأصلي لهانزو، الذي انقسم إلى شقيقين.
كان هانزو وشقيقه جينجي في الأصل شخصية واحدة.
في الأصل، تم إنشاء هانزو وشقيقه جينجي كشخصية سايبورغ-نينجا واحدة تدعى هانزو، والذي كان يستخدم القوس والسيف معًا. نظرًا للشعور بأن الشخصية كانت غير مركزة جدًا في التصميم ولديها الكثير من عناصر النينجا المرتبطة به، فقد تقرر تقسيم الشخصية إلى شقيقين، مع حصول هانزو على القوس والاسم وملابس الشخصية الأصلية.  لقد كان واحدًا من 12 شخصية من أوفرواتش تم الكشف عنها في عاصفة ثلجية 2014. وقد وُصِف بأنه مدرع خفيفًا، يتسلل على الجدران باستخدام يديه العاريتين ويكون قادرًا على اكتشاف الأعداء من خلال العقبات.
سُمي هانزو على اسم هاتوري هانزو، أحد أشهر الساموراي. كان هاتوري معروفًا أيضًا باسم شيطان هانزو نظرًا لقدراته التكتيكية، وهو ما ألهم بشرة هانزو الشيطان خلال حدث رعب الهالوين في أكتوبر. تم استلهام قصة هانزو وجينجي من الفيلم الوثائقي جيرو دي ريا ام سوشي. وصف مايكل تشو، الكاتب الرئيسي في أوفرواتش، قصة هانوز بأنها سوف-هو، لن- يسقط في الظلام، وذكر أن هانوز مثير للاهتمام حقًا لأنه يمكن أن يكون بطلاً وشريرًا اعتمادًا على وجهة نظرة- أعتقد أنه يمكن أن يكون كلاهما في نفس الوقت. هناك المزيد من الأشياء للتحقيق فيها. في النسخة الإنجليزية من اللعبة، قام بول ناكوتشي بصوت هانزو.
عندما تم إصدار أوفرواتش لأول مرة، كان لدى هانزو قدرتان عاديتان، السهم الصوتي الذي من شأنه أن يسلط الضوء لفترة وجيزة على أي أعداء في النطاق الذي هبطت فيه لجميع حلفائه، والسهم المبعثر الذي سينقسم إلى خمسة أسهم منفصلة من شأنها أن ترتد من نقطة التأثير. تم العثور على السهم المبعثر بواسطة Blizzard واللاعبين غالبًا ما يكونون أقوياء للغاية، وقادرين على إخراج شخصيات الدبابات ذات الأضرار العالية عادةً في طلقة واحدة. هذا أيضًا جعل هانزو يلعب بشكل فعال كشخصية قناص ثانية إلى جانب صانع أرملة، وجعله شخصية صعبة الاندماج في اللعب التعاوني. في وقت مبكر من نوفمبر 2017، ناقش جيف كابلان وفريق أوفرواتش النظر في مجموعة أدوات هانزو للتعامل مع هذه المشكلة. بعد فترة من الاختبار في منطقة الاختبار العامة اعتبارًا من 20 أبريل 2018، تم تقديم المجموعة الجديدة في 3 مايو 2018. استبدلت هذه المجموعة السهم المبعثر بـأسهم العاصفة، وهي القدرة على إطلاق ست طلقات كاملة القوة في تتابع سريع، جنبًا إلى جنب مع حركة اندفاعة في منتصف الهواء. جنبا إلى جنب مع الهواة الآخرين و debuffs لمهارات الهجوم الأخرى، تم تصميم هذه التغييرات لجعل هانزو أكثر شخصية في الخط الأمامي.

## اللعب
تم تصنيف هانوز على أنه شخصية ضرر في أوفرلورد. إنه قناص ويمتلك قوس العاصفة. يحتوي قوسه على عدد لا حصر له من الأسهم التي يمكن إطلاقها بالتتابع مع بعضها البعض. بدلاً من ذلك، يمكن شحن الأسهم لأعلى لمدة ثانية واحدة للحصول على ناتج ضرر أعلى وسرعة أعلى للسهم. هانزو له هجومان يتعلقان بقوسه. الأول هو سونيك ارو، والذي يسمح له ولزملائه في الفريق برؤية مواقع أعدائهم الذين يمرون داخل مجال تأثير من نقطة التأثير، والثاني هو سهم العاصفة، حيث يستطيع هانوز إطلاق خمسة سهام. بكامل قوته في تتابع سريع. يمتلك هانزو أيضًا القدرة على الاندفاع، والاندفاع للأمام إذا كان في الهواء. قدرة هانوز المطلقة [ملاحظة 1] هي دراجون سترايك؛ عند استخدام هذه القدرة، يطلق هانزو سهمًا واحدًا يطلق تنانين يتحركان في خط مستقيم ويمر عبر جميع الجدران حتى نهاية الخريطة. أي عدو يقع في خط النار ويلامس التنانين يتعرض لأضرار مباشرة مستمرة، والتي يمكن أن تقتل معظم الشخصيات غير المحمية في غضون ثوان. يمتلك هانزو أيضًا قدرة سلبية تسمى تسلق الحائط والتي تسمح له بتسلق الجدران

## الظهور

### ملاحظة ومراقبة
وفقًا للسيرة الخيالية للشخصية، فإن هانزو شيمادا يبلغ من العمر 38 عامًا، وكان مقره سابقًا في بلدة هانامورا اليابانية الخيالية. ينتمي هانزو إلى عائلة شيمادا، عشيرة القتلة. بصفته الابن الأكبر في العائلة، كان هانزو ملزمًا بواجب أن يرث إمبراطورية شيمادا من والده، سوجيرو شيمادا. منذ سن مبكرة، تم تدريبه على هذه المسؤولية وأظهر مهارة في فنون الدفاع عن النفس، وروح الرماية ولعب السيف. عند وفاة والده، أمر شيوخ العشيرة هانزو بتقويم أخيه الأصغر جينجي الذي كان يتبع أسلوب حياة بلا مبالاة ومستهتر. عندما رفض جنجي، أجبر شيوخ العشيرة هانزو على قتله. على الرغم من أن جينجي أنقذت من قبل طبيبة أوفرواتش أنجيلا زيغلر، فعل قتل شقيقه كسر قلب هانزو ودفعه إلى التخلي عن العشيرة. تقول المعتقدات أن هانزو يسافر حاليًا حول العالم، في محاولة لاستعادة شرفه وإراحة أشباح ماضيه

### ابطال العاصفة
تمت إضافة هانوز إلى لعبة عاصفة ثلجية متعددة اللاعبين عبر الإنترنت في ساحة معركة أبطال العاصفة في ديسمبر 2017 ، كجزء من حدث "Dragons of the Nexus". طقم هانوز في اللعبة مشابه لقدراته في ملاحظة ومراقبة، بما في ذلك التسديدة المشحونة والمبعثرة والصوتية وتسلق الجدار ودراجون سترايك.

### مظاهر أخرى
العدد العاشر في سلسلة الرسوم الهزلية الرقمية. فن ميكي مونتلو.
صور متحركة عدل
في مايو 2016، ظهر هانزو لأول مرة في فيلم Dragons، وهو الثالث في سلسلة الرسوم المتحركة القصيرة.  باختصار، يعود هانزو إلى قلعة شيمادا في هانامورا لتكريم شقيقه جينجي في ذكرى قتالهما ووفاة الأخير الظاهرة. على الرغم من وجود العديد من الحراس، إلا أنه قادر على التغلب عليهم بسهولة قبل أن يتمكنوا من تنبيه أي شخص آخر. أثناء تقديم القرابين في ضريح أخيه، ظهر رجل من الظل، يفترض هانزو أنه أرسل لقتله. قتال الاثنان متكافئان حتى حاول هانزو، من السهام، استخدام Dragonstrike لهزيمة خصمه. ولدهشته، فإن القاتل قادر أيضًا على استخدام تنانين شيمادا ويقلبهم ضده. مهزوم، هانزو يقبل موته ببرود. القاتل ينقذ هانزو ويكشف عن نفسه أنه جينجي، على قيد الحياة بعد كل هذه السنوات. يخبر نينجا الإنترنت هانزو أنه قد سامحه على محاولته قتله. عندما حاول جنجي المغادرة، قام هانزو بسحب قوسه، واصفًا إياه بأنه أحمق وقال إن «الحياة الحقيقية ليست مثل القصص التي رواها والدهم [لهم]». على الرغم من ذلك، قال جنجي إنه ما زال يؤمن بأخيه وكان يأمل فيه قبل المغادرة. مع رحيل جينجي، عاد هانزو لينهي عرضه